# José de Jesús García Ayala
José de Jesús García Ayala (Yurécuaro, 7 giugno 1910 – Zamora de Hidalgo, 15 gennaio 2014) è stato un vescovo cattolico messicano.

## Biografia
Nato nel 1910 a Yurécuaro, nel Messico centrale, fu poi ordinato sacerdote nel 1937, a 27 anni, per la diocesi di Zamora. Nel 1963 venne nominato vescovo ausiliare di Campeche e, 4 anni dopo, vescovo di Campeche, carica che mantenne fino al 1982, quando si ritirò all'età di 71 anni.
Partecipò al Concilio Vaticano II. Si spense il 15 gennaio 2014 all'età di 103 anni.

## Genealogia episcopale
La genealogia episcopale è:
- Cardinale Scipione Rebiba
- Cardinale Giulio Antonio Santori
- Cardinale Girolamo Bernerio, O.P.
- Arcivescovo Galeazzo Sanvitale
- Cardinale Ludovico Ludovisi
- Cardinale Luigi Caetani
- Cardinale Ulderico Carpegna
- Cardinale Paluzzo Paluzzi Altieri degli Albertoni
- Papa Benedetto XIII
- Papa Benedetto XIV
- Cardinale Enrico Enriquez
- Arcivescovo Manuel Quintano Bonifaz
- Cardinale Buenaventura Córdoba Espinosa de la Cerda
- Cardinale Giuseppe Maria Doria Pamphilj
- Papa Pio VIII
- Papa Pio IX
- Cardinale Alessandro Franchi
- Cardinale Giovanni Simeoni
- Cardinale Antonio Agliardi
- Cardinale Basilio Pompilj
- Cardinale Adeodato Piazza, O.C.D.
- Cardinale Luigi Raimondi
- Vescovo José de Jesús García Ayala